# Suzie Fraser
Suzannah "Suzie" Fraser (Brisbane, 27 de agosto de 1983) é uma jogadora de polo aquático australiana, medalhista olímpica.

## Carreira
Suzie Fraser fez parte dos elencos medalha de bronze de Pequim 2008.